# 三国志大戦
『三国志大戦』（さんごくしたいせん）は、三国志をテーマにしたセガ フェイブ（2015年3月までと2020年4月から2024年3月まではセガ、2015年4月から2020年3月まではセガ・インタラクティブ）のオンライントレーディングカードアーケードゲーム。
本稿では2005年3月15日から2015年1月16日まで稼働していた初代、2016年5月までサポートされていた初代をベースにしたトレーディングカードゲーム、2016年12月21日に稼働を開始した2代目、スマートフォン向けゲーム「さんぽけ〜三国志大戦ぽけっと〜」、セガ・インタラクティブからライセンス使用許諾を得て香港HERO Entertainmentが開発・運営するスマートフォンアプリ「三国志大戦M」をまとめて記述する。

## 概要

### 初代
2005年3月15日に日本で正式稼動が開始された。その後、香港・シンガポール・台湾・上海でも稼動が開始された。
他のオンライン形式のアーケードゲームに比べても高めの料金（1play300円）が設定されているものの、日本の老若男女の層に幅広く人気がある『三国志』や小説『三国志演義』を題材としていることや、リアルタイムストラテジーをアーケードに最適な体験にアレンジした日本独自ジャンルを確立したこと、カード盤面上でカードを操作するという新しい操作性や多種多様な戦術・戦略性を持つ深いゲーム性を持つことなどが好まれた為、日本国内の対戦ゲームコミュニティの熱量を維持し、昨今のオンライン対戦ゲームブームの土壌を作るなど。 アーケード市場でトップを争う人気を保っていた。
プレイヤー情報はサーバで保存されており、ICカードで引き出される。データの転送はALL.Netを利用している。三国志に登場する武将の絵が描かれたカード（武将カード）をテーブル型の読み取り筐体の上で操作し、リアルタイムで対戦を行うシステムとなっている。対戦には情報を保存するためのICカード1枚と、武将カードと軍師カードを合わせたカードの組み合わせが必要であり、これらは筐体の設置された店舗で入手できた。また武将のカードイラストにはイラストレーターや漫画家などを起用しており、なかには横山光輝の『三国志』や『蒼天航路』などの三国志作品からのカードも存在する。
この手のトレーディングカードアーケードゲームというジャンルの隆盛は、ソーシャルゲームにも引き継がれ、『拡散性ミリオンアーサー』のプロデューサーの一人である安藤武博は、「ここ10年のアーケードゲームや現在携帯電話を席巻中の“カードバトル系ゲーム”の始祖は、セガのアーケードゲームにあると僕は思っていて、『ダービーオーナーズクラブ』、『WCCF』、『甲虫王者ムシキング』、『三国志大戦』がなければ、現在の市場の様相は全然違うものになっていたはずです。」と語っている。
システム基板は2007年1月に稼働開始したバージョン2.1以降はLINDBERGH、それ以前のバージョンはChihiroが使われていた。
2014年10月7日公式サイトにて2015年1月16日の4:00をもってのネットワークサービスが終了することが発表され、ネットワークサービスは予定通り終了した。サービス期間は通算3,594日間と10年近く稼動していた。

### 2代
2016年2月4日に謎のカウントダウンページである「我門回来了」（中国語で我々は帰ってくる）が開設され、同年2月19日に「我門回来了」が新作のティザーサイトに切り替わったことから、2016年中に新作が稼働する予定であることが明らかとなった。カードには業界初となる両面オンデマンド印刷を採用し、「Aime」並びにバンダイナムコアミューズメントの「バナパスポートカード」に対応する。2018年10月25日より、コナミアミューズメントの「e-AMUSEMENT PASS」（Amusement IC対応カードのみ）にも対応可能となった。
筐体も一新され、専用ターミナルも用意される。印刷されたカードは使用したAime・バナパスポート・Amusement IC対応のe-AMUSEMENT PASSに紐付けされるため、他のカードでは使用できない。破損・紛失した場合におけるカード再発行が有料となり、その際は、三国志大戦.NETに登録した上で、ターミナルにて印刷予約を行う必要がある。
このシステムは「盗難・紛失」「高額転売」を防ぐ意図があった様だが、実際には「そもそものトレードが仲間内で容易にできない」「トレーディングショップの買取時にカードの紐付けを解除確認することが煩雑であり敬遠される」等々の苦情が上がっており、トレードには店舗に設置されるターミナルを経由する必要がある。プレイ料金はプレーヤーの多様なニーズに対応するため3種類の選択制となる。しかし、殆どのプレイヤーはこの仕様を用いず印刷されたものを破り捨て破棄する事が一部で問題にされていた。
2017年3月1日にサービスが終了した『戦国大戦』でプレイしていたAimeカードを使用した場合、特別特典として「戦国勢」の称号が与えられる。
プロデューサーは前作と同じく西山泰弘であったが、2017年12月18日の1周年記念放送にて「既に開発から離れている」との発表があった。

## ゲーム内容

### 基本ルール
1人対1人の対戦ゲームである。武将カードコスト8以内・第1期Ver.3のみ軍師カード2枚以内で軍を構成し、敵軍との戦闘を行う。盤面のカードを動かすことで画面内の部隊も移動し、敵と接触すると自動的に交戦状態（弓隊の場合は静止状態で敵ユニットが射程内に入ると射撃開始）となる。
敵ユニットを撃破しても直接勝敗には結びつかず、「敵の妨害がない状態で、テーブル奥側にある敵城エリアに武将カードを一定時間置く」ことで、格闘ゲームでの体力に当たる「城ゲージ」を減少させていき、制限時間内に敵城のゲージをゼロにして落城させれば勝利、逆に自城を落とされると敗北となる。時間切れの場合は城ゲージが僅かでも多い方が勝利。城ゲージにまったく差がない場合（互いに攻城のないまま時間切れや同時落城など）は引き分けとなる。
対人戦の他にも、演義に準拠した物語に沿ってCOM戦を行い話を進めていく「英傑伝」モード、ステージ毎に制限があり、その条件で操作の練習及びハイスコア獲得を目指す英傑伝・武錬の章モードも全国対人戦と同じようなルールでプレイできる。
また、時々大会も開催されていて、プレイヤーは自由に参加できる。そのほかプレイスタイルに関係なく、期間限定で特殊な兵士服が獲得できるイベントなども随時行われている。

### 武将カード
プレイヤーが操作するカード。カード毎に0.5刻みで1～3のコストが指定されており、8コストの枠内であれば自由にデッキを編成できる（最大枚数は8枚。8コストを使い切らずに1枚だけや7.5コストで編成することも可能）。
武将カードには3すくみ状態にある基本3兵種（騎兵・槍兵・弓兵）と、象兵・攻城兵・歩兵の計6兵種があり、それぞれ移動速度や攻城力などに差がある。また、カードごとに、勢力、武将コスト（1～3）、属性、直接戦闘力である武力、計略に影響する知力、そして「計略」が1つずつ設定されている。さらにカードによっては、戦闘を有利に進められる「特技」が存在する。
第1期は天・地・人の属性が存在していた。Ver.3.xxの武将カードすべてがいずれかの属性を所持している（Ver.2.xxカードにもかかわらず戦器を所持できないカードの存在した三国志大戦2と大きく異なる点である）。この属性は、奥義や一部の号令系計略に影響する。ただし、2.xxの武将カードや、武将カードでない召喚兵は属性をもっていない。
一部例外はあるが、高武力や高威力計略、或いは特殊計略や特殊能力を有するカード程コストが高く、レアリティも高い。但し、C・UCのみで構成されたデッキを得意とする上級プレイヤーも多く、編成カードのレア度の高さと勝率は無関係といってよい。勝敗を左右するのは、デッキの趣旨及びその内容と、プレイヤーの熟練度（地形や敵の陣容に合わせた効果的な布陣、様々な戦況への冷静な対応、等）である。

### 軍師カード
第1期Ver.3で新しく登場したカード。通常の武将カードが縦なのに対して、これは横向きに印刷されている。軍師カード自体には武将コストや能力値が設定されておらず、直接戦闘には参加しないが、同名の武将カードと同時に使用できない点や、デッキ内の勢力の種類の計算に含まれるということについては、通常の武将カードと同様である。
軍師には前作までの「兵法」に代わる「奥義」が設定されている。奥義は、前作までの兵法と同様に戦場全体に効果を及ぼす兵略と、効果範囲内に入った武将に影響を与える陣を張る陣略の2種類があり、戦闘前に兵略と陣略のどちらを使用するかを選択する事ができる（3.50からは、範囲内の味方に一瞬で特定の効果を適用する、範囲限定のVer1・2における兵法のような新奥義攻略が追加された）。また、時間の経過によって増加する奥義ゲージが新たに設定されており、これが高まった状態で奥義を使用すると、より高い効果を得ることができる（奥義の中にはゲージMAXで発動すると効果がゲーム終了まで持続する物も存在していたが、Ver3.12以降それが全て廃止され、永続陣略は無くなっている。）
奥義には天・地・人の属性が設定されており、選択した奥義と同じ属性を持つ武将を編成すると、該当する武将の武将コスト合計に応じて奥義ゲージの初期値が高くなり、効果の高い奥義を戦闘の早い段階で使用できるようになる。これにより、デッキ構築の際には武将自体の能力のほかに奥義との相性を考慮に入れる必要が出てきた。
また軍師カード自体に成長要素があり、戦闘後に得られる兵糧を使用する事で成長させる事ができ、奥義の効果を高めたり奥義ゲージがたまるスピードを速めることができる。軍師カードは鍛錬実習を始める前の画面で訓練をすることができ、訓練の成果に応じて能力が上がるようになっている。
なお、訓練には兵糧が必要である。訓練は、兵錬,特訓,模擬戦,盗賊狩りがありそれぞれかかる兵糧は違い、効率も変わってくる。特に、盗賊狩りの際成功する場合と失敗する場合がある。
前作までに溜めた兵法の経験値は、兵法に対応する奥義を持つ軍師に受け継がれる。
なお、軍師カードを使用しない場合は、チュートリアルに登場する軍師が自動的に登録される。

### カードについて
カードは武将名のほか、SR（スーパーレア）、R（レア）、UC（アンコモン）、C（コモン）というカードの入手難易度（レアリティ）で分かれており、同じ武将の同・別レアリティカードも存在する（軍師カードも同様だが、軍師カードにはUC（アンコモン）が存在しない）。また、たとえ勢力が違っていても同一人物の武将は同一デッキに投入できない（例：魏軍のR賈詡と群雄のR賈詡、漢軍のR甄洛と魏軍のSR・UC甄皇后、等）。
また、特殊なレアリティとしてLE（レジェンド）、EX（エクストラ）が存在する。LEは横山光輝三国志、天地を喰らう、蒼天航路、覇-LORD-といった著名三国志漫画を出典とするカードで、通常カードのコンパチ扱いとなる。例として、横山光輝三国志のLE諸葛亮はSR諸葛亮と同一の能力となる。Ver.2.10以後LEにも2種類のレアリティが存在することが知られている。EXは三国志大戦関連の書籍、DVDなどのオマケにするためのカードで、性能は低い、またはネタの領域に設定されているがカードによっては稀少である。だがVer.3になってからのEXではその傾向は薄まっており、実用的なものが増えている。なお、EXは正式にはCまたはUCと見なされる（例:EX王異は正式にはUC王異、EX呂布は正式にはC呂布など）。Ver.3.1からは排出中のカードと同等の能力のEXカードが登場し、その中で映画レッドクリフ PartIのDVDに付属するEX周瑜、頂上対決列伝第三章に付属するEX小喬、レッドクリフ PartIIのDVDに付属するEX曹操はレアリティがLE扱いのEXカードとなっている。
カードの絵柄を（レアリティに関係なく）複数の有名な漫画家やイラストレーターに依頼していることも特徴。そのため絵柄の統一感はないが、好きなイラストレーターのカードを集めるという目的でも楽しめる。
Ver2までは講談社の漫画家がそれぞれの漫画の元ネタを散りばめたカードを描くことも多かったが、Ver3.1では白泉社の漫画家が、Ver3.59では小学館の漫画家も何人か参加している。
なおゲームバランスや計略の調整等でバージョンアップがなされるたびにいくつかのレアなカードのレートが上下している。そのため（レアリティを問わず）現バージョンで価値のあるカードもそうでないカードも、次バージョンでは大きく評価が上がったり下がったりしやすい。そのため、デッキにも流行り廃りが生まれてくる。過去にあった調整としては、計略の影響範囲の変更、発動時間や効果の増減などがある。

### 計略・奥義
共に、自軍の能力・兵力上昇、敵軍の能力・兵力低下、ステータス異常などをもたらす。ファンタジー系RPGでいうところの「魔法」のようなもので、奥義は軍師特有の、計略は各キャラクター固有のそれである。奥義はプレイヤーの任意のタイミングで1試合に1回発動可。計略の発動にはおのおの指定される値の士気を要する（ごく一部の計略を除き、必要な士気が蓄積され、且つ当該カードが戦場に出陣していれば、１試合中何度でも発動可）。士気は時間経過と共に増加し、一部例外はあるが威力や戦況への影響、特殊性が高い計略程多量の士気を消費する。計略は武将カードの知力値（又は自軍の部隊数等）、奥義はプレイヤーのICカードに記録・累積されたレベルが高いほど大きく、或いは長く作用する。

### 勢力
カードには魏・呉・蜀・群雄・漢・晋の6区分がある。計略の発動に必要な士気の蓄積上限は最大で12だが、多数の勢力でデッキを編成するほど少なくなる（単一勢力：12、二勢力：9、三勢力以上：6）。この制約の為、編成勢力の数次第では一部の計略が発動出来なくなる（例：蜀R劉備の「桃園の誓い」は必要士気：7の為、二勢力以下での編成が発動条件）。士気上限の拡大や増加速度の上昇をもたらす計略も存在するが、基本的には戦術の選択肢を広げる（計略のコンボなど）という意味で、参加勢力がより少ない（出来れば単一勢力の）方が望ましいと思われる。
各勢力の説明は下記を参照。

### 特技
武将カードには、カードによっては自動的に効果を発生する「特技」（特殊能力）を持つものがある。
魅力
開戦時、士気が0.5溜まった状態で開始する。所持している武将が複数いる場合は、その数に応じて増加する。
第2期はVer2.51Bより士気が0.4上昇に下方修正。
防柵
自陣内で設置し、敵ユニットの移動を一定接触回数まで妨げる。
復活
撤退した部隊が、再度出撃可能になるまでの時間が短くなる。複数所持している場合は、その数に応じて更に短くなる。
伏兵
開戦時に自陣に置くと有効となる（自城内は不可。城から出た時点で視認される）。移動速度が極端に遅くなるが相手側からは見えなくなる。敵将が触れると双方の知力の差によりダメージを与えた後（敵将との知力の差によってはほぼノーダメージの場合もある）、伏兵状態が解除される。又、敵将と接触することなく敵城に取り付いた時点でも解除される。この他、「計略を使用する」「ダメージ地形に入る、または毒以外のダメージ計略を受ける」「計略効果により撤退する」「自城に入る」「敵の設置した防柵または敵陣の櫓に接触する」ことにより解除される。
勇猛
一騎討ちで有利になる。詳しくは一騎討ちの欄を参照。
募兵
フィールドで停止し、かつ交戦中でないとき、兵力が徐々に回復する。
連計（Ver.3の武将カードには存在しない）
連計の計略を持った武将との間に計略範囲が追加される。
覚醒（Ver.3.00の武将カードには存在しないが、3.10からは再追加）
一定時間（カウント50）が経過すると、戦闘終了まで能力値が上がる。
崩射（Ver.3.5で追加）
崩射の特技を持つ弓兵が走射をしている間、走射ダメージを受けている槍兵の槍オーラが一定時間消える。その他の兵種には効果がない。
大軍（Ver.3.5で追加）
最大兵力130%の状態で戦闘が開始される。自城内での回復速度も速くなる。
暴乱（Ver.3.5で追加）
暴乱計略を使用した時暴乱の特技を持つほかの武将も同じ効果を受ける。自城内にいる場合は効果を受けない。
漢鳴
第2期の漢に所属する武将のみが持つ固有特技。
覚醒（第2期）
晋固有の特技。覚醒レベルに応じて武力、知力、制圧力が最大で+2上昇する。

### 一騎討ち
戦闘中に武将同士が接触したときにランダムで一騎討ちが発生する（1ゲーム中最大2回発生、一部の「文官」は絶対に発生しない）。勝敗はプレイヤーの技量で決定し、敗北した武将は兵力、武力に関係無く撤退させられるため、戦況を大きく変える要素を秘めたイベントである。
一騎討ちが発生すると画面に各プレイヤーの参加武将が発表され、戦闘シーンに移る。戦闘の内容は、画面中央部に右から流れて来る計5本のバーを、プレイヤーは指定の位置でボタンを押して出来うる限りバーの右端を狙う。どれほどタイミングを合わせられたかで結果が変動し、良い順に「無双、激、強、弱、失敗」の5段階で判定される。バー5本が流れ終わった後、双方の結果を1回目から順番に比較し、相手よりも多く良い結果を出した方が勝利となる。勝敗同数の場合は引き分けとなり、武将の撤退は発生せず通常の戦闘に戻る。なお一騎討ちの結果は、最初にバー押し5回分の結果が勝利の場合「○」、敗北の場合「×」、引き分けの場合「△」で表示され、最後に最終的な勝敗が文字表示される。
ちなみに、特技に「勇猛」を持つ武将の場合、バーの範囲内でボタンを押すと必ず無双の判定となる「無双バー」（通常のバーより太くタイミングを合わせやすい）が1本以上出現するため、一騎討ちに有利である。
一騎討ちの特徴として、対戦相手との相対的な結果で勝敗が決するため、バー押しで良い結果を出しても必ずしも勝利できるわけではないと言う点が挙げられる（バー押しで良い結果を出した方が勝利する可能性は高くなるが、あくまで可能性であり絶対のものではない）。
例

| ―           | 1回目 | 2回目 | 3回目 | 4回目 | 5回目 |
| ----------- | ----- | ----- | ----- | ----- | ----- |
| プレイヤーA | 無双  | 失敗  | 激    | 激    | 弱    |
| プレイヤーB | 弱    | 弱    | 無双  | 激    | 弱    |

という結果を互いに出したとする。
一見Bが弱3つで不利に見えるが、1回目の結果から順に比較すると「A勝利、B勝利、B勝利、引分、引分」となり、プレイヤーBの勝利となる。

## 製作の経緯

### 漫画『三国志大戦を創った男達』
2006年9月発売のコミックボンボン増刊号「アブラカダブラ」に、かつて週刊少年マガジンで『ゲームクリエイター列伝』シリーズを執筆していた平沢たかゆきによる本作の開発経緯を描いた新作『三国志大戦を創った男達』が掲載された。
ただし、『ゲームクリエイター列伝』はあくまでも事実を基にしたフィクション作品なので、作中で描かれたエピソードがどの程度実話なのかは定かではない。

#### あらすじ
とあるゲームセンターで、大原徹（ディレクター）はワールドクラブチャンピオンフットボール（WCCF）を西山泰弘（プロデューサー）とともにプレイしていた。WCCFは、カードを選手に見立てたサッカーゲームであるが、大原は選手となるカードをあまり動かさないということに物足りなさを感じ、カードを動かしてプレイするシミュレーションゲームを考えた。それとともに、ゲームの題材として三国志を当てはめ、近くにあったサクラ大戦のポスターを見て、ゲームのタイトルを「三国志大戦」と名づけた。
企画会議では、三国志のゲームとしての国取りや内政の必要性を問われたが、大原は「リアルタイムの対人戦（キャラ個人対キャラ個人）」を三国志大戦のテーマとすることを発表。2003年に正式に開発が始まった。なお、開発初めの概要説明の時、大原はスタッフとして集まった30名のメンバーに「鈴木裕の制作したセガの代表作、バーチャファイターの打倒を狙おう」をもう一つのテーマとして発表した。ちなみに、説明後、廊下を歩いていた大原と西山は、鈴木に会いプレッシャーをかけられる。
開発当初は、真上から見たゲーム画面であったため迫力に欠け、かといってキャラクターをアップ画面で表示すると、フィールド全体を見渡せないためシミュレーションゲームとして成り立たないという、どっちつかずの状況に陥っていた。
しばらく開発が続き、特に強いストレスを溜め込んだ大原の息抜きのため、西山は近くに土手とグラウンドのある草木の生えた場所に大原を誘った。その場所では、その日偶然にも、高校生の体育祭の練習を行うことになっており、大原と西山は騎馬戦を見学することになった。手前からでは騎馬戦全体の様子が見えなかった二人は、土手の上から眺めてみた。そうすると、騎馬戦を行っていたグラウンドが迫力のある戦場に変わったようにみえた。
そこから大原は、「高台から見た視点」で三国志大戦の画面を作成すれば前述した問題を解決できることをひらめき、それに合わせてミニマップを追加。次々に良い発想が浮かんでいった。
三国志大戦の完成が間近に控えた時、大原は一つ不安があった。プレイヤーが面白さを理解するかどうか、である。2004年を迎えた冬のとある日、スタッフの一時休息を提案した西山に促され、大原はスタッフを定時に上がらせることを許可。その日の夜、ゲームの資料をセガに忘れてきた大原は、急いでセガに戻り、開発部に明かりがついていることに気づく。大原が開発部を見に行くとスタッフが三国志大戦のテストプレイに熱中している姿が目に入り、大原は三国志大戦が大ヒットすることを確信した。
2004年10月に三国志大戦は完成し、その後行われたロケテストでも好評を博した。

## 三国志大戦2
2006年2月17日、幕張メッセで行われた「AOU2006アミューズメント・エキスポ」（主催、全日本アミューズメント施設営業者協会連合会）において、開発元のセガは三国志大戦の続編にあたる三国志大戦2の製作をプレスリリースした。
その後同年4月6日より東京都内のゲームセンターにおいて行われたロケテストを経て、2006年5月24日に正式稼動が開始された。
追加・変更点は以下の通り。
- 新兵種「象兵」の追加
- 「一人用」が「群雄伝」に変更（特定の武将などでイベントが起こる）
- 新要素「戦器」の追加（三国志大戦1版カードには装備できない）
- 兵法の変更
- 兵法外伝の追加（兵法マスターとなった際、僅かながら他の兵法の効果を付加できる）
- 階級、武勲の変更
- 新地形「毒沼」・「火柱」の追加
- 新特技「募兵」・「連計」（「連計」属性の計略の効果範囲が、「発動者と特技『連計』を持つ者を結ぶ直線」に変更される）の追加
- 計略の追加・変更
- 一部カードの能力変更
- 新カードの追加
- 一部カードイラストの変更（基本的にイラストレーターは同じ。しかし一部はイラストレーターが変更されたため新カード扱いのカードもある（R劉備、R孫権など））（旧カードを使用した場合旧カードのイラストが表示される）
- カードデザインの変更
- 一部カードの排出打切り（ただし三国志大戦2でも使用は可能）
- カードのレアリティのLE（レジェントカード）の追加（他レアリティのカードのイラスト違い。イラストは横山光輝（『三国志』）、本宮ひろ志（『天地を喰らう』）、山原義人（『龍狼伝』））
- ケータイ専用サイト「三国志大戦.net」でチーム作成可能
- その他細かな変更

以下はVer.2.1からの変更点
- 新特技「覚醒」の追加
- 群雄伝に「呂布伝」を追加
- 新カードの追加
- レジェンドカードのイラストに片山まさゆき（『SWEET三国志』）、吉永裕介（『ランペイジ』）を追加
- システム基板の変更
- その他細かな変更

### 戦器について
三国志大戦2で排出されるLE、SR、R、UC、Cの各カードには、「戦器」を装備する事ができた。「戦器」はプレイ時に、戦器争奪戦で取得する、戦器商人から「金」で購入する、贈り物として受け取る、などの方法で入手でき、対応した武将に自動的に装備される。すでに入手していた戦器を入手した場合は売却され、かわりに「金」を受け取る事になる。
いずれの場合も、入手できる戦器はランダムであり、必ずしも自分の望む武将の戦器が手に入るわけではなかった（戦器商人から購入する場合のみ、プレイに使用した武将の戦器を優先的に購入できる。しかし、上級戦器商人は全くのランダムである）。
戦器を装備した武将は、何らかの恩恵を受けることができる。
一例として、
- 移動力が上昇する。
- 武将の兵力上限が上昇する。
- 特定の兵種からの攻撃に対する、防御力が上昇する。

などの効果がある。
2007年8月以降は、効果が上昇している「上級戦器」を入手する事が出来た。
Ver.3では仕様変更により、戦器は存在しない。

## 三国志大戦3
2007年12月13日稼動。バージョンアップに伴い、新たに全ての武将のカードが描きなおされる。「大戦2」のカードは引き続き使用可能（一部使用不可）だが「大戦1」のカードは使用不可になる（なお、2のカードでも一部はコストや武力、計略の能力が変更されている。変更内容はカード登録画面で確認できる）。
勢力が見直され、魏・呉・蜀そして新勢力の「群雄」の4勢力に削減された。この新勢力の群雄は袁・西涼・他勢力を一つに纏めたもので、これら群雄の母体となった三勢力の大半のカードは使用ができなくなった。
しかし、Ver.3.1において新たに「漢軍」という勢力が追加され、また群雄勢力にも旧カードの復活が行われるなど、かつて使用停止されていたカードは幾許か使用可能になった。
そして今回からすべての武将カードに属性が付加された。属性は、天、地、人の3種類ある。
また、レジェンド枠に関しては、Ver3.0より王欣太（『蒼天航路』）、Ver3.1より池上遼一(『覇-LORD-』)が追加された。
「戦器」「連計（2のカードの特技連計は引き続き使用可能であるので、廃止というわけでもない）」「兵法」が廃止された（「兵法」は「奥義」にシステム変更）。ゲーム内通貨の「金」も「兵糧」に変更され、君主カード（ICカード）をVer.2からVer.3に引き継ぐと溜まっていた分は「兵糧」に変換された。この際に戦器は兵糧に換算されて加算される。
2009年2月17日稼動のVer.3.12からは「特別進軍」というコンティニュー方法が追加された。1戦目で敗北した場合でも2戦目のクレジットで連戦可能になるので、Ver.3.11以前と比較すると僅かにプレイ料金が安くなった。
2009年3月15日、三国志大戦1稼動から4周年となり記念イベントが開催された。
2009年7月23日、Ver3.50 猛き鳳凰の天翔 が稼働開始。新カード追加に加えて、士気上昇速度の上昇、軍師カード2枚登録可能（戦闘中に使う奥義は4つの中から1つを選ぶ）、対人戦に店内対戦と同じく勝敗による武勇や証の変動が無い「全国演習」が追加される等の変更がされた。
2010年6月17日、Ver3.59 WAR BEGINSが稼働開始。新カード追加に加えて、新特技「旋略」「操術」が追加された。
2010年7月1日、日本の全国対戦と、アジアエリア（香港・シンガポール・台湾・上海・韓国）の全国対戦が統一された。対戦相手は前述の5エリアの場合限り、自分の店舗所在地の都道府県に表示されない「JPN」に表示される。

### 新特技「旋略」「操術」
Ver.3.59より新特技として以下の二つが追加された。
- 旋略

旋略（せんりゃく）とは一武将に対して２つの計略を備える特技であり、その選択をカードの上下の向きによって決定する。
例；SR夏侯淵「魏国の礎」 SR徐庶「侠者の陣法」等
効果としては全体強化、単体強化、妨害等全般に渡っているが、計略発動時は全て「旋略」として表示される。
これらの計略は中身が大概は何かしらの性質が反対向きになっており、場面に応じて計略を対応させることが出来る。
この特技は全ての勢力に対して追加されている。
- 操術

操術（そうじゅつ）とは計略発動時は発動士気と比べて弱い効果しか強化しないものの、カードを盤面上で回転させることで爆発的な効果を引き出す特技である。
・例；SR馬姫「白銀の騎術」　R趙雲「旋風の槍術」等
カードは360度一回転させる必要はなく、盤面で回転したと判断した時点で発動する。
この操作には槍激と同じく操作方法にある程度の練習が必要とされる為、慣れない者には上手く発動できず士気損に終わる事もある。
この特技は漢以外の４勢力に追加されている。

### ゲーム内通貨の経緯
Ver.2においては金という通貨が存在した。これは上記に示されるように戦器の売買に利用された貨幣である。Ver.3への移行に伴い金は廃止され、新たに兵糧が使用されるようになった。これは軍師カードの性能を向上させる訓練（兵錬・特訓・模擬戦・盗賊討伐など）を実行する際に消費されるものである。
Ver.3では携帯もしくはPCサイト会員限定ではあるが上記に加えて.Netポイントというポイントが蓄積され、集めた数に応じて本拠地・チーム旗の装飾やゲーム中の部隊の兵士の格好である兵士カラー等と交換可能。

## 三国志大戦（第2期）
2016年12月21日稼動。本作からカードは2016年4月稼働の『艦これアーケード』等で採用されている筐体でのオンデマンド印刷となり、業界では初めて両面オンデマンド印刷を採用した。
ICカードはAime/バナパスポート/Amusement ICマーク対応のe-Amusement,NESiCAを使用する。排出されたカードは使用するICカードに紐付けされ、裏面背部にある20桁の数字で管理されている。従って「大戦1」「大戦2」「大戦3」のカードは全て使用できない。

勢力は「大戦3」と同じく魏・呉・蜀・群雄の4勢力、兵種は象兵を除いた全兵種が登場。新要素として全ての武将に将器（しょうき）・征圧力（せいあつりょく）が設定され、ゲームシステムに『戦国大戦』の大筒に相当する内乱が追加された。
Ver1.1の追加・変更点は以下の通り。
- 漢、象兵、レアリティLE、チームが復活。
- 漢専用の特技「漢鳴」が追加
- 義勇ロードに漢、黄巾伝が追加
- 内乱発生後は制圧範囲がリセットされる仕様に変更
- 戦国大戦からの要素として大戦スタンプが追加
- 縁を消費して武将登用を行う際に主将器を任意で選択できるように変更。さんぽけ版武将を登用する際も同様。副将器は引き続きランダム。
- 第1期のイラストを使用したカードの復刻
- 1.1.5Aより既存カードの一部をエラッタ

Ver1.2の追加・変更点は以下の通り。
- 義勇ロードに董卓伝が追加

Ver2.0の追加・変更点は以下の通り。
- 新勢力として晋が追加
- 義勇ロードに晋伝、呂布伝が追加
- 第1期の特技「覚醒」が晋専用特技として追加
- 宝具の仕様が変更
- 第1期の「旋略」と同様の内容を持つ新計略「岐略」が追加
- カードの装丁を変更

Ver2.5の追加・変更点は以下の通り。
- 義勇ロードに魏/蜀/呉後伝が追加
- さんぽけ武将改めぽけっと武将の入手方法が変更。
- Ver2.6以降のぽけっと武将はなし

Ver3.0の追加・変更点は以下の通り。
- 新兵種として連弩兵が追加
- 新特技「刻印」が追加
- 特定武将専用の主将器が追加
- 第1期の軍師カードが遊軍カードとして復活
- 義勇ロードに袁紹、南蛮伝が追加
- 第1弾カードは排出停止

## 連動サイト

### 初代
いずれも有料コンテンツで、『三国志大戦』及び『戦国大戦』に連動。2015年1月16日の16:00をもって初代の連動サービスは終了したが、『戦国大戦』の連動サイトである「大戦.NET」並びに「大戦 演武場」は2017年3月31日まで継続されていたため、自動継続権を利用している会員は解約しない限り、そのまま「大戦.NET」並びに「大戦 演武場」の自動継続権会員となっていた。

#### 三国志大戦 演武場
2008年7月22日にオープン。PCまたは携帯でICを登録して、高画質な対戦リプレイ動画の作成を行えるサービスであった。動画作成には筐体で一戦ごとに録画の有無を選択する必要があった。また、登録するとパソコン上でも戦績やチームの情報を確認できた。店舗のトッププレイヤーのリプレイ（頂上対決）とは別にWEB限定で配信されている動画をダウンロードすることも可能であった。ゲームで太尉以上の階級に初めて昇格した時などには、特別なリプレイ動画が自動的に作成されていた。
スマートフォンを利用しているプレイヤーでも、PCサイトでカードを登録すればカード情報の閲覧、チーム参加、カード再発行を行えた。英傑伝のリプレイ動画は作成できなかった。ちなみに、表記は演舞場ではなく演武場である。

#### 大戦.NET (携帯)
携帯版の連動サイト。（ただし、2011年3月時点ではiPhone・Android携帯などのスマートフォンは未対応）
登録した君主カードの情報、お知らせ、キャンペーン情報、店舗情報などを携帯電話で閲覧できた。

### 2代

#### 三国志大戦.NET
2016年12月21日の稼働開始と同時にオープン。利用するには2代目をプレイしたAimeカードが必要。サービスは『三国志大戦』単独のサービスとなり、『戦国大戦』の連動サービスである「大戦.NET」および「大戦 演武場」から利用権を引き継ぐことはできない。セガ・インタラクティブは、武将カードの破損・紛失に備えて、三国志大戦.NETへの登録を呼びかけている。

#### 桃園
2016年12月21日の稼働開始と同時にオープン。利用するにはTwitterアカウントが必要。いわゆるコミュニティサイトに当たる。

## 勢力

### 現在実装されている勢力
魏
曹操やその配下である夏侯惇、夏侯淵、司馬懿などを中心に魏で活躍した人物が武将カードとして登場する。また、晋や倭国の人物も少数だが存在する。イメージカラーは赤。
勢力の特徴としては騎兵が優秀で弓兵も能力値だけ見れば呉を上回る。槍兵は低コストに能力、計略共に優秀なものが多く存在する。
神速戦法や飛天の舞いなど武将の移動速度をさらに高める計略のほか、豊富な強化計略、号令、妨害計略を有し、場をコントロールする能力に優れる。他に、効果が長時間続く「魏武の○○」という計略と、短時間効果で士気の消費が少ない「刹那の○○」と呼ばれる計略が存在する。攻城に関係する計略としては、「特攻戦法」「落日の舞い」がある。ダメージ計略は水計。
騎兵は移動が速いので戦場での迅速な展開や帰還が可能であり、多数の騎兵を突撃させる事が出来れば敵軍に大きなダメージを与える事ができる。このため殲滅戦や城際での防衛、相手へのカウンターアタック等は得意な反面、騎兵ばかりの編成だと敵城に与えるダメージが少なくなりがちな為、城ゲージのリードを逆転される可能性や、大量のリードを奪われ取り返せなくなる場合もある。武将カードとしては全コスト域の全兵種に優れた計略を持つカードが多数存在するが、優秀な能力を持つ武将はおおむね騎兵に集中している。槍が弱いため安定性にはやや欠けるが、多数の騎兵による突撃や、計略が上手く扱えるようになった中級者～上級者に人気の勢力である。
Ver.3では新たに武将が不可視状態になる隠密戦法が追加され、従来の高コスト武将のさらなる能力・計略の強化などが目立つ。しかし、魏の大きなアドバンテージの一つであった反計は必要士気の上昇、所持武将の減少などの弱体化を受けた。
Ver.3.5から追加された独自の計略としては、対象となる武将の知力が高いほど効果が大きくなる「英知～」という計略及び、一試合中に一回しか使用できないが士気、効果ともに優秀な「局地の～」という計略が追加された。
また、Ver.3.01時点では、武力10の弓兵は魏にのみ存在したが、Ver.3.1より呉にも武力10の弓兵が追加された。また、Ver.3.1までは基本三兵種以外の兵種が存在しない勢力であったが、Ver.3.5より、歩兵と攻城兵が追加された。
2代目では全体的に兵種バランスが良く、全勢力で唯一武力9以上の騎兵・槍兵・弓兵を擁する勢力となった。一方で主力となり易い騎兵は全体的に征圧力が低めに設定されている為、序盤の征圧領域の取り合いではやや不利が付くようになった。
呉
孫堅、孫策、孫権や周瑜など、主に孫家を中心に呉で活躍した人物が武将カードとして登場する。イメージカラーは青。
勢力の特徴としては弓兵は各コストに優秀なものがそろう、槍兵は低コストと高コストが優秀で蜀に匹敵する。騎兵は数も少なく、コストに比して武力が低めなカードが殆どで、そこがネックとなっている。武将の能力よりも計略に頼る傾向のある勢力である。
麻痺矢戦法や遠弓戦法など弓の能力を高める計略のほか、自爆系計略、ため計略、「柵再建」といった計略がある。また、攻城に関する計略として、「流星の儀式」「大流星の儀式」「決死の攻城」という計略がある。ダメージ計略は火計。
他の勢力と比較して武力の高い弓兵が多く、特技「防柵」を持つ武将も多い。前衛の武将と「防柵」で敵の接近を阻みつつ、弓兵が一方的に攻撃を加えるという守備的な戦術と、多数の弓兵をならべ城を攻撃する武将を強力に援護する戦術を得意とする。しかし騎兵や槍兵は、爆発的な強化と引き換えに効果終了時に撤退してしまう自爆型の強化計略を持つ者が多く、使い処を誤ると前線が崩壊し自軍が劣勢となりかねない面もある。使用してから一定時間後に効果が現れる「ため計略」は反計されず、使用士気に比して大きな効果が特徴だが、計略が発動する前に武将が倒されると士気が丸損になるというデメリットもある。また、ダメージ計略を所有する武将が他の勢力に比べ多い。
Ver.3では敵の妨害を打ち消す浄化、一瞬で城に帰還する転進、相手の攻撃によるダメージを軽減する計略が呉専用となり、より守備が得意な勢力となった。
全く新しい計略として、オプション武将を呼び出す召還計略が登場したが、Ver.3.1より固有兵略ではなくなった。
Ver.3.5から追加された独自の計略としては、計略の発動時に撤退している武将のコストが高いほど効果が大きくなる「英魂～」という計略が追加された。
Ver.3.59から独自計略として自軍の防柵を犠牲にして効果を上げる「反攻～」計略、味方武将の特技に応じて効果が追加される「究極の大号令」「至高の大号令」が追加された。
Ver.3.1までは基本三兵種と歩兵の4兵種が存在する勢力であったが、Ver.3.5で攻城兵が追加された。
2代目では高武力の武将が更に少なくなっており、計略に対する依存度が更に上がっている。
蜀
劉備や諸葛亮、関羽を筆頭に五虎大将軍など、蜀で活躍した人物が武将カードとして登場する。イメージカラーは緑。
勢力の特徴としては、槍兵、騎兵が多い。弓兵の武力が低めなものの、全体的にコスト・兵種などのバランスが取れた勢力である。また、攻城兵や象兵が存在するなど、全兵種が存在する。
「大車輪戦法」「長槍戦法」など槍に関係した計略のほか、「奮激戦法」「忠義の大号令」「的確な援護」「回復の舞い」などの回復、「挑発」「連環」による妨害などがある。また、「人馬一体」「神速戦法」などの騎兵に関係した計略や「零距離戦法」「遠弓麻痺矢戦法」などの弓兵に関係した計略も用意されており、バランスに優れた勢力である。攻城に関係する計略としては「野戦の舞い」「無血開城」がある。ダメージ計略は落雷。
Ver.3.5から追加された独自の計略としては、対象となる武将の兵力が少ないほど効果が大きくなる「寡兵～」、対象となる武将の兵力を減らして強化をする「○○の練兵」という計略が追加された。
Ver.3.59からの独自計略には、城内でのみ計略を発動出来て、尚且つ戦場の真ん中に突然現れる「縮地～」が追加された。
槍兵が主体の為、敵城に与えるダメージが大きく、白兵戦にも強い。その一方で槍兵のみの編成では機動力に欠け、素早い攻撃や自陣の防御に劣ってしまうため、騎兵などをバランスよく配置しないと騎兵や弓兵に翻弄される場面もある。戦場で兵力が回復する「募兵」、一騎討ちの際有利になる「勇猛」を持つ武将が多い。しかし能力の高いカードが一部の武将に偏りがちな為、単色で組んだ場合デッキのバリエーションが比較的少ない。特技を多く持つ武将や、能力が優秀な武将が多く、兵種バランスが優れているため初心者から上級者まで安定した戦いを展開できる。
Ver.3では武将や計略などは、他の勢力に比べ大きな変更を受けていないが、中～高コスト帯に能力・計略ともに優秀な武将が多く、相変わらず安定した勢力である。
上記に見られる特徴に加え、『三国志演義』で主役格のためか、特にVer.2以降勢力の人気が非常に高かったが、Ver.3以降の使用率はやや落ち着いている。
群雄
Ver.3から登場した、Ver.2の西涼軍、袁紹軍、他勢力に存在した武将が再編された勢力。イメージカラーは灰色。
中心となる人物は呂布、張角、董卓など。勢力の特徴としては全兵種が満遍なく存在し、特に攻城兵や象兵は他の勢力に比べ多い。以前はコスト2のカードが存在しなかったが、Ver.3.1よりコスト2の武将が追加された。
「天下無双」に代表される超絶強化や、低士気での強化計略が多く存在する。また、舞計略を持つ女性キャラクターが4人いる。ただし、自城にダメージを与えるなどクセのある計略も多く、使い所を選ばされる計略が多い。意外にもダメージ計略は全種類存在する。
武力が高い武将や、復活を持つ武将が多く、それらを間断なく敵の城に向かわせ、城ダメージを奪う物量戦を得意とする。ただし多くの武将は知力が低い為、妨害計略やダメージ計略に脆く、それに対する手段を用意していないと厳しい戦いを強いられることが多い。また、1コスト武将が他の勢力との組み合わせで使用されることも多い。また、Ver.3.1より象兵が復活している。
Ver.3.5以後の追加カードでは、他の勢力に比べて特技に暴乱を持つ武将が多く、その特技を持つ武将へ効果を与える計略のバリエーションも幅広い。
新しく出来た勢力固有の計略として、効果時間内に撤退させた武将の復活までの時間を増加させる「完殺」がある。再編された勢力から集まった武将がそれぞれ勢力の特徴的な計略を所持している事も多いため、計略のバリエーションはかなり多彩である。
Ver.3.5では新たなダメージ計略として、自身と相手の武力差によってダメージを与える計略が追加された。
他の勢力と異なり天・地・人の3属性が満遍なく存在するため（漢以外の他の勢力は、同一勢力内では2つの属性しか存在しない）、デッキ構築の際の属性のすり合わせや軍師カードの選択は他の勢力以上に注意を払う必要がある。
漢
Ver.3.1より追加された勢力。Ver.2の西涼軍、袁紹軍、他勢力の中から後漢王朝に与した武将や袁紹軍を中心に編成された勢力。イメージカラーは紫。
献帝や袁紹、皇甫嵩が中心の人物で、若い頃の劉備や曹操も所属している。兵種は群雄と同じく満遍なく存在しており、攻城兵もいる。属性も同じく3つ全て存在する。
この勢力の計略はかなり特殊で、国力を上げるたびにその威力が上がる「決起」、士気が回復したり、低士気で大きな効果が得られる代わりに最大士気が減少する「戦乱」、国力を消費して効果を上げる「憂国」、最大士気が少ないほど効果が上がる「逆境」、相手の計略を使用不能にする封印計略など、勢力特有の計略が数多く存在する。また、「防柵小再建」や「連環の小計」など他国の固有計略を一部持ってきていたりする。
国力とは「決起～」と付く計略を使用するたびに上昇するゲージであり、最大3まで上昇する。最初は士気に見合わない効果しか得られないが、国力が最大まで貯まるとその効果は超絶強化に匹敵するものになる。
Ver.3.5までは決起計略は最低士気が4のため、最大の威力を出せるのが士気を最低12消費してからになっており、国力もver3.5からは国力3の状態から使用した場合国力0に戻るようになった。
Ver.3.59からは計略終了時に国力が上がり、士気が3で発動する「復興戦法」が追加され、低士気での国力上昇が可能になった。
計略の特殊性故に、前半戦は防戦に徹して国力が上昇してから攻め上がるか、もしくは序盤から戦乱系の計略を使用して一気に攻め落としてしまうかの両極端な戦術を強いられる事が多かったが、Ver3.50において国力を「維持したまま」使用できる計略が登場し、やや戦術に幅が出てきている。
ゲーム開始の時点で武力9以上の武将がいないため、計略が使用できない状態での打撃戦にやや脆い面がある。
晋
2期Ver.2.0より追加された勢力。曹操および曹丕亡き後の魏を支えた司馬一族や一族に与した武将、禅譲された後に晋王朝に与した武将を中心に編成された勢力。イメージカラーは橙。
司馬懿や司馬昭、鄧艾が中心の人物で、第1期では魏の武将だった卑弥呼や壱与も所属している。

#### 過去に実装されていた勢力
以下は三国志大戦2以前に存在した勢力。Ver3に移行した際に主に西涼と他勢力が「群雄」に、Ver3.1からは主に袁が「漢」に再編成された。
西涼
董卓軍やそこから派生した呂布軍、馬騰などの騎馬民族を中心に主に西涼地方で活躍した人物や董卓の関係者が武将カードとして登場する。イメージカラーは灰色。
勢力の特徴としては騎兵が圧倒的に多く、騎兵の弱点である槍兵がいない。騎馬の国と設定されている為か、騎兵の能力・計略などにおいて、他の勢力の騎兵を大きく上回るカードが多い。
「暴虐なる覇道」など自城にダメージを与える代わりに少ない士気で大きな効果を得られる計略のほか、「人馬一体」など迎撃を受けなくなる計略、「卑屈な急襲」など相手の士気で効果が上下する計略、自城の城ゲージが少ないほど効果が上がる「火事場の馬鹿力」、徐々に兵力を減少させる「毒」、接触した武将の強化計略を打ち消す「解除戦法」などといった計略がある。
自城の城ゲージを削りつつ、強化された騎兵の一斉突撃で一気に相手を蹂躙するという力技ともとれる戦術が持ち味。だが董卓軍に多い自城にダメージを与える計略は癖が強く、「城を陥とすか、陥とされるか」という両極端な結果になりがちであるなど、玄人向けの勢力。
更に騎兵主体のため、槍兵デッキに弱い。
また、独特のダメージ計略「毒」は移動の遅い兵種に大きな威力を発揮する。
袁
袁紹、袁術など袁家の関係者が武将カードとして登場する。イメージカラーは紫。
勢力の特徴としては、低～中コストのカードが多く、どの兵種も満遍なくいるが他の勢力より攻城兵が多い。
「一番槍」や「隙無き攻勢」などの効果終了後士気の一部が戻ってくる計略のほか、「栄光の大号令」や「烏巣の断末魔」など自分の士気で効果が上下する計略、「大兵力の大爆進」など味方の数で効果が上下する計略、攻城兵関連の計略、水計などといった計略がある。
カードの種類が少なく、軍の柱となりうる高武力のカードが少ないので序盤の立ち上がりに苦しい面があるが、中コスト域に非常に優秀なカードが多く、士気が戻ってくる計略でアドバンテージを得、大量に溜まった士気を背景とした「栄光の大号令」などで逆襲に転じるという、中・長期戦に強みを見せる勢力。また、他の勢力に比べて低コストかつ計略面で優れたものを持つ攻城兵が多く、これを主軸に据えた構成のデッキも見られる。
一方でコスト2以上のカードが少なく、唯一コスト3のカードが存在しない国でもある。
他勢力
黄巾賊や南蛮勢力、その他の勢力、その他三国志に関係した人物が武将カードとして登場する。イメージカラーは黄。
勢力の特徴としては歩兵、象兵が多い。特に象兵は他勢力にしか存在しない。
「巨象猛進」や「はじき戦法」など象兵に関係した計略のほか、「大風」などの天候計略などといった計略がある。
歩兵は特徴がない代わりに、同コストの他のカードより高い武力や知力・有用な特技を持っている。また復活の特技を持つカードが多く、孟獲に至っては復活が3つあるほど（SEGAのコメントでは超復活と言う別特技扱い）。
短時間で戦場に復帰できる武将の人海戦術で敵城に迫り、象兵の弾き飛ばしによる支援を受けながら敵城を陥とすという物量作戦が得意。しかし低知力のカードが多いため妨害計略やダメージ計略に非常に脆く、さらに武将自身の能力が優秀な場合、その武将はあまり強力とは言えない計略「強化戦法」を持つ事が多いため、単勢力で構成すると戦術的に特徴の無いデッキとなることも少なくない。また、2勢力以上となった際に武3・知1・復活持ちのカードが武力要員として投入される場合も多い。

## 兵種
騎兵
魏や蜀に多い兵種。弓兵に強く槍兵に弱い。移動速度が全兵種で一番高く、さらに一定時間移動すると突撃オーラを纏い、その間は弓矢によるダメージを大幅に軽減できる上、敵との接触時に大ダメージを与えることができる。反面、突撃オーラを纏った状態で槍兵の槍オーラに接触すると、迎撃されて逆に大ダメージを受けてしまう。また、移動速度が計略効果等で2倍以上になっていると、2倍迎撃というさらに大きなダメージを受けてしまう。
兵種固有戦法として高速移動できる「神速戦法」、高速移動+迎撃無効化の「人馬一体」、突撃ダメージが大幅に上がる「全軍突撃」がある。
2代目では全体的に征圧力が低め(低コストで顕著)に設定されている。
槍兵
蜀と呉に多い兵種。騎兵に強く弓兵に弱い。乱戦時以外常に正面に槍の形をしたオーラが出ている。この槍オーラは触れた相手にダメージを与えられるが、オーラ部分のみに敵が触れても自身はダメージを受けないので、「無敵オーラ」とも呼ばれる。また突撃オーラを纏った騎兵など移動速度が一定以上高くなった敵を迎撃できるほか、「無敵オーラを利用して」槍を左右前後に振って敵に連続で槍を当てダメージを与える「ワイパー」、または「手動車輪」と呼ばれる技がある。欠点としては移動速度が比較的遅く、出撃してからの帰城が難しい。さらにその移動速度の低さ故、弓兵には接近することもままならず、大量の矢を浴びて大ダメージを受けてしまう。
しかし、三国志大戦2からは一定時間停止している盤面上のカードを動かすことで、普段の槍より長い槍を発生させる「槍撃」が登場。これによる中距離攻撃や柵の向こう側への攻撃が可能になったため苦手としていた弓兵ともある程度戦えるようになったが、Ver.3.02で低武力武将の槍撃ダメージが大幅に減った為、それまでのように打ち勝つのは難しくなった。
兵種固有戦法として全方向に無敵槍攻撃を行う「大車輪戦法」と無敵槍が長くなる「長槍戦法」がある。
弓兵
呉と魏に多い兵種。槍兵や攻城兵など、移動が遅い兵種に強く騎兵に弱い。静止中に、射程範囲内の1部隊に対して矢を放つことができる。遠距離攻撃ができる唯一の兵種で、射程はだいたいマップ中央から城門まで。足が遅い兵種相手なら、接触する前に自身の兵力を減らさず撤退させることも可能。また攻城している敵に弓を当てると、ダメージだけでなく攻城を遅らせる効果も発生する。移動速度も遅くはないので、槍兵以下の移動速度なら接近されても逃げて再び矢を撃つという戦法も可能。
しかし接近戦に弱く乱戦時には不利になるほか、騎兵が突撃オーラを纏って移動している間は殆どダメージを与えられないという弱点がある。突撃や槍撃のように大きな威力を持つ攻撃方法を持たないため相対的に攻撃力は低くなる。また槍撃の追加によって槍兵も中距離攻撃が出来るようになったため、槍兵に対するアドバンテージも小さくなった。
兵種固有戦法として射程が長くなる「遠弓戦法」、矢の当たった部隊の移動力を低下させる「麻痺矢戦法」、移動しながら矢を放てる「徒弓戦法」、弓の射程を捨てる代わりに大幅に武力が上昇する「零距離戦法」がある。
Ver.3からは、一定時間画面上で停止していたカードを動かす際に、一定距離であれば移動しながら矢を放てる「走射」というアクションが追加され、追い討ちや逃げながらの攻撃が出来るようになった。
歩兵
他勢力に多い兵種。移動速度は騎馬に次ぐということ以外兵種としての強みが無い。しかし、その代わりに基礎パラメータが高めに設定されていることが多く、さらには攻城力が槍兵並みに高水準である事から、コストパフォーマンスには非常に優れた兵種であり、兵種としての欠点を能力値で補う形となっている。とはいえ、歩兵のみでデッキを構成すると騎兵の突撃・槍兵の槍撃・弓兵の走射などに全く対抗できず格好の餌食となるため、非常に脆い。他の兵種のサポート役としては優秀だが、兵種のメインに据えるのは厳しい。一部の舞姫などもこの兵種に属するが、この場合は逆にパラメータが低めに設定されている代わりに特殊な計略を所持し、計略を使用することにより味方の戦闘や攻城の援護を行うという形になる。
攻城兵
群雄に多い兵種。名前の通り攻城力が全兵種で一番高く、攻城一回で城壁なら4割ほど、城門で8割程の大ダメージを与える。また兵種による弱点がなく、防御力が非常に高いため、なかなか撤退させられない。しかし、移動速度が極端に遅い上、防御力はあっても攻撃力が低く、さらに騎兵の突撃や槍兵の槍撃に順ずるような攻撃方法が無いため、やはり戦闘では最弱の兵種である。またその圧倒的な攻城力故に相手プレイヤーには警戒されやすく、単独で攻城に行っても全力で妨害されることになる。攻城兵を上手く活かすには、他の武将に守ってもらう、計略や奥義などで妨害する敵を排除する、攻城兵の能力を高める、攻城兵を囮にして他の武将で攻城するなどの戦略が必要となる。また、その防御力を活かして敵兵の攻城を阻止する役割に充てれば、相手を倒すことは出来ないまでもかなりの時間を稼ぐことが出来る。しかし、使いこなすためにはデッキ構築の技術やプレイヤーの技量がかなり要求される。
兵種固有計略として「大量生産」があるが、攻城兵自身は所持しておらず、計略の対象が攻城兵のみという特殊な形の計略である。
象兵
三国志大戦2で追加された新兵種。他勢力の中の南蛮勢力のみの兵種。当初は兵種による弱点は無かったが、Ver.2.01より象は的が大きいと言う設定にされたため弓兵に弱くなった(Ver.3.1ではどうなったか不明)。一定時間移動するとオーラを纏うが、騎兵と違い迎撃されず、接触すると接触ダメージを与えつつ（自分もダメージを受ける）敵を弾き飛ばすことができる。
また、象兵のオーラには矢のダメージを軽減させる効果が無いどころか、逆に受けるダメージが増えてしまう。
攻城力は槍兵や歩兵と同じで移動速度は弓兵と騎兵の間くらい。乱戦時の防御力は攻城兵に次ぐ。
Ver.3.0では仕様変更のため、カードは排出されず、使用も出来なかったが、Ver.3.1より新カードも追加されて使用可能になった。
　2代目ではVer1.1.0で追加。オーラの仕様が変更されており、突撃する度にオーラが消滅するようになった。
兵種固有計略は、敵を弾く距離が伸びる「はじき戦法」。
Ver.3.5現在象兵がいる勢力は群雄と蜀のみ。
攻城力は攻城兵>槍兵、歩兵>弓兵>象兵>騎兵の順に高い（Ver.3.51B現在）。2の象兵は槍と同等だった。
また攻城力に武将のコストも関係するようになり、コストの高い武将ほど攻城力は高くなっている。

## 参加イラストレーター
三国志大戦にはイラストレーターのほか漫画家もイラストを描いている。
| 三国志大戦～ | | | | | |
| - CLAMP - CURREN - F.S - masaki - Daisuke Izuka(okome) - RARE ENGINE - TOHRU - Wolfina - YOOTH - 青木梨恵 - 飯田岳士 - 池田宗隆 - 伊藤サトシ - 岩明均 - 漆原友紀 - 絵楽ナオキ - 岡田芽武 - 小川悦司 - 小川雅史                                     | - 音楽ナスカ - 風間雷太 - 金田榮路 - 河崎淳 - 川原正敏 - 神田志津代 - きくち正太 - 騎崎サブゼロ - 清宮敦嗣 - 陸原一樹 - 黒藪裕也 - 小室和生 - 榊原瑞紀 - 沙村広明 - 士貴智志 - 獅子猿 - 杉浦善夫 - 田口博之 - チャン・キンタイ | - 戸橋ことみ - 那知上陽子 - 西山優里子 - 原友和 - ハロルド作石 - 平本アキラ - 広瀬総士 - ファントム - 藤谷 - 牧野卓 - 真島ヒロ - 的場健 - 三好載克 - 八神ひろき - 山田芳裕 - 山本章史 - 幸村誠 - 夢路キリコ - 吉田ちひろ | | | |
| Ver.1.1 乱世の群狼～ | | | | | |
| - 安野モヨコ - 飯田牧子 - 池田恵 - 石垣ゆうき - 一徳 - 川瀬圭一 | - 島本和彦 - せがわまさき - 曽田正人 - 寺田克也 - トニーたけざき - 中村博文 | - 深澤準 - 藤田香 - 真船一雄 - 宮澤由佳 - 唯登詩樹 - 玲衣 | | | |
| 三国志大戦2～ | | | | | |
| - 荒井悟 - 岩男信人 - 小城崇志 - 仙田聡 | - 高松俊行 - 竹本泉 - 中田愛澄 - 本宮ひろ志 | - 山原義人 - 横山光輝（既存の版権イラストを使用） | | | |
| Ver.2.1 若き獅子の鼓動～ | | | | | |
| - hippo - 伊藤一磨 - 片山まさゆき - 小林尽 - 米谷尚展 - 山宗 | - タカヤマトシアキ - 田中政志 - 塚本陽子 - 冬目景 - 所十三 - 成庵 | - 日野慎之助 - 宮下英樹 - 結川カズノ - 吉永祐介 | | | |
| 三国志大戦DS～ | | | | | |
| - あきまん - 石渡太輔 | - 金子一馬 - コタニ：トモユキ | - 小林智美 - 司淳 | | | |
| 三国志大戦3～ | | | | | |
| - 西野幸治(24no) - MAr - yocky - 青木邦夫 | - 王欣太 - 末弥純 - 長野剛 - 野中英次 | - ハマサカキミオ - 二見敬之 - 山田章博 | | | |
| Ver.3.1 蒼天の龍脈～ | | | | | |
| - 関崎俊三 - 森恒二 - 柴田ヨクサル - 池上遼一 | - 山崎紗也夏 - 萩尾ノブト - 若杉公徳 - 三國恵美子 | - 森川ジョージ - 堀彩乃 - 魔夜峰央 - 滝野晴夫 | | | |
| Ver.3.5 猛き鳳凰の天翔～ | | | | | |
| - ちばてつや - 川崎のぼる - 高橋留美子 - さとうふみや | - 吉田聡 - 田中宏 - 石川雅之 - 日本橋ヨヲコ | - 後藤弘樹 - 弘兼憲史 | | | |
| Ver.3.59 WAR BEGINS～ | | | | | |
| - 斉藤裕子 - 国友やすゆき - 寺澤隆徳 - のりつけ雅春 - 高橋のぼる - 吉田戦車 - 高橋しん - 花咲アキラ - 尾崎省之 - 松下圭都 - せきやてつじ | - 伊藤悠 - 真鍋昌平 - ゆうきまさみ - 佐藤啓太 - 松岡昭雄 - 小島邦彦 - 星樹 - 太田友岳 - 白川正章 - 本庄雷太 - 和田昌子 | - 高倉あつこ - 内田章夫 - 東風孝広 - 近藤洋 - 雨宮太郎 - 松山円香 - 石井宣緒 - たむらかずひこ - 古賀誠 | | | |
| Ver.3.594 WAR BEGINS～ | | | | | |
| - PABLO UCHIDA - Niθ - さんば挿 - なまにくATK | | | | | |
| 第2期～ | | | | | |
| - 平坂康也(成庵) - 西野幸治(24no) - まじ - 夢路キリコ - 萩谷薫 - ケロケロ齋藤 - ほにゃらら - 塚本陽子 - タカヤマトシアキ - チェロキー - 長澤真 - オーミー - 五十嵐睦 - 米谷尚展 - 竜徹 - クロサワテツ - 紺藤ココン - lack - 木志田コテツ - 黒葉.Ｋ | - ゆきさめ - 杉浦善夫 - 松野トンジ - 池田正輝 - 春乃壱 - 赤賀博隆 - 木下勇樹 - ヨシモト - JUNNY - 碧風羽 - ひと和 - 三好載克 - RARE ENGINE - 誉 - 獅子猿 - 牧野卓 - 伊藤悠 - 祀花よう子 - 伊藤未生 - 西川大貴                  | - 清水茜 - 寺澤隆徳 - 池田宗隆 - 春夏冬ゆう - 風間雷太 - ニシカワエイト - 鹿澄ハル - サクマミツロ - ジョージ - 日田慶治 - 歩鳥 - Yocky - セツ - 仙田聡 - 匡吉 - NPA - 岸本聖史 - オンダカツキ - 小雨大豆 - 清宮敦嗣      | - kdash - 玄丞 - 織田non - 岩男信人 - Daisuke Izuka(okome) - ワダアルコ - 一徳 - 山本章史 - danciao - さいのすけ - kakotomirai - Mokety - 高橋陽一 - ともひと - 深町トシヲ - Chatalaw - チーコ - 茉莉花 - あなQ - 加那屋大志 | - KASEN - Jay.L - 前河悠一 - Nidy-2D- - Nagiにゃん - Kamoshi Akai - 晩杯あきら - 須田彩加 - 島武史 - かわすみ - ヤスダスズヒト - Boichi - 柳内大樹 - 唐々煙 - 福田宏 - 西森博之 - コトヤマ - 平本アキラ | - 濱田浩輔 - 藤原カムイ - 岩原裕二 - 人形美術家 川本喜八郎・川本プロダクション - コーエーテクモゲームス - 広瀬総士 - 音楽ナスカ - とあざ - 羽天茄月 - 谷本むつごろう - 長沢克泰うどん - 大久保篤 |
| 第2期Ver.2.0 狼主の双剣～ | | | | | |
| - fzwrAym - 卵の黄身 - 木塚カナタ - 五浦マリ - yaman** - 高橋留美子 - 田辺イエロウ - 斉木久美子 - 桑原太矩 - 大野ツトム | - 此ノ木よしる - matoba - 大山タクミ - 加瀬あつし - 真島ヒロ - よしむらかな - 松本規之 - ヤマザキコレ - 壱村仁 - 安村洋平 | - てぃんくる - マニャ子 - 文倉十 - Hisasi - 黒星紅白 - 哉ヰ涼 - 色原みたび - 朝倉ブルー - 横山光輝/光プロ - ヨシノサツキ                                                                                                 | - 椿いづみ - 枢やな - 草凪みずほ - 甘詰留太 - 清水玲子 - 福本伸行 | | |
| 第2期Ver.2.5 伝承の煌弓～ | | | | | |
| - 廣岡政樹(masaki) - 大川ぶくぶ - 川原正敏 - あだちとか - 雨隠ギド - おおのこうすけ - 伊藤亰 - 原友和 - 王欣太 - 松本光司 | | | | | |
| 第2期Ver.3．0 暁光、星盾を照らし～ | | | | | |
| - Ryota-H - 山中虎鉄 - 出利 - しゅがお - TAa | | | | | |

## 参戦作品

### 初代

#### 三国志大戦2
龍狼伝
- 司馬懿

天地を喰らう
- 関羽
- 張飛
- 劉備

三国志（横山光輝）
- 関羽

- 諸葛亮

- 趙雲
- 張飛
- 劉備

#### 三国志大戦2 若き獅子の鼓動
三国志（横山光輝）
- 夏侯惇
- 許褚
- 司馬懿
- 曹仁
- 曹操
- 張郃
- 典韋
- 龐徳
- 関平
- 魏延

- 姜維
- 黄忠
- 周倉
- 徐庶
- 張松
- 馬岱
- 馬超
- 芙蓉姫
- 龐統
- 甘寧

- 周瑜
- 孫権
- 孫策
- 太史慈
- 陸遜
- 呂蒙
- 魯粛
- 貂蝉
- 呂布
- 顔良

- 文醜
- 孟獲

天地を喰らう
- 諸葛亮
- 趙雲
- 馬超
- 呂布

SWEET三国志
- 魯粛

ランペイジ
- 劉備

#### 三国志大戦3
蒼天航路
- 賈詡
- 郭嘉
- 楽進
- 夏侯淵
- 夏侯惇
- 許褚

- 荀彧
- 荀攸
- 徐晃
- 曹仁
- 曹操
- 張遼

#### 三国志大戦3 蒼天の龍脈
覇-LORD-
- 趙雲
- 劉備
- 張角

蒼天航路
- 孫堅
- 孫策
- 陳宮
- 董卓
- 呂布

RED CLIEF
- 周瑜
- 小喬

#### 三国志大戦3 猛き鳳凰の天翔
蒼天航路
- 夏侯惇
- 関羽
- 諸葛亮
- 趙雲
- 張飛
- 馬超
- 劉備

RED CLIEF
- 曹操

#### 三国志大戦3 WAR BEGINS
蒼天航路
- 曹操
- 甘寧
- 周瑜
- 孫権
- 呂蒙
- 袁紹

### 第2期
三国志大戦（第1期）
- 王異 - 声：鎌田梢
- 甘夫人 - 声：鎌田梢
- 孫策 - 声：菅沼久義
- 皇甫嵩 - 声：服巻浩司
- 董白 - 声：井上富美子
- 曹操 - 声：服巻浩司
- 馬姫 - 声：佐藤朱
- 周姫 - 声：鎌田梢
- 劉曼 - 声：小松由佳
- 呂布 - 声：田中一成

- 劉備 - 声：私市淳
- 孫策[注釈 6] - 声：私市淳
- 馬超[注釈 7] - 声：戸北宗寛
- 孫堅 - 声：服巻浩司
- 賈南風 - 声：鎌田梢
- 司馬懿 - 声：掛川裕彦
- 張春華 - 声：小松由佳
- 周瑜 - 声：徳山靖彦
- 関銀屏 - 声：小松由佳
- 馬岱 - 声：私市淳

ワールドチェイン
- 荀彧 - 声：花守ゆみり

Wonderland Wars
- 黄月英（モデル：ドロシィ・ゲイル） - 声：M・A・O

キャプテン翼
- 孫堅（モデル：日向小次郎） - 声：森田成一
- 孫権（モデル：若島津健） - 声：吉野裕行

シュトヘル
- 蔡琰（モデル：シュトヘル） - 声：柚木涼香

はたらく細胞
- 李典（モデル：白血球） - 声：武内駿輔

常在戦陣!!ムシブギョー
- 関平（モデル：月島仁兵衛） - 声：河西健吾

だがしかし
- 貂蝉（モデル：枝垂ほたる） - 声：東山奈央

柊様は自分を探している。
- 曹丕（モデル：白馬圭二郎） - 声：佐藤拓也
- 甄氏（モデル：柊） - 声：村川梨衣

はねバド!
- 関銀屏（モデル：羽咲綾乃） - 声：赤﨑千夏

監獄学園
- 諸葛亮（モデル：ガクト） - 声：小西克幸
- 孫尚香（モデル：緑川花） - 声：花澤香菜

らんま1/2
- 王異（モデル：早乙女らんま） - 声：沢城みゆき
- 張春華（モデル：シャンプー） - 声：千葉千恵巳

BIRDMEN
- 魏延（モデル：烏丸英司） - 声：村瀬歩

空挺ドラゴンズ
- 張郃（モデル：ミカ） - 声：石田彰

変女 〜変な女子高生 甘栗千子〜
- 賈南風（モデル：甘栗千子） - 声：小清水亜美

人形劇三国志
- 曹操 - 声：玄田哲章
- 諸葛亮 - 声：子安武人
- 周瑜 - 声：小野大輔
- 関羽 - 声：堀内賢雄
- 呂布 - 声：子安武人

三國志13
- 曹操 - 声：井上和彦

名探偵呂布
- 呂布 - 声：関智一

助太刀09
- 馬謖（モデル：山岸優二） - 声：佐藤拓也

九十九の満月
- 甘夫人（モデル：龍宮殿雪鷹） - 声：堀江由衣

Dimension W
- 龐徳（モデル：マブチ・キョーマ） - 声：三宅健太

ドラゴンクエスト列伝 ロトの紋章
- 劉備（モデル：アルス） - 声：小野大輔

炎炎ノ消防隊
- 朱然（モデル：シンラ・クサカベ） - 声：代永翼

ベルゼブブ嬢のお気に召すまま。
- 郭皇后（モデル：ベルゼブブ） - 声：大野柚布子

バウンダー 最強の少年 項羽
- 孫策（モデル：項羽） - 声：八代拓

くろアゲハ
- 魏延（モデル：山本信愛） - 声：菅沼久義

斑丸ケイオス
- 高順（モデル：斑丸） - 声：村瀬歩

FAIRY TAIL
- 呂布（モデル：エルフマン・ストラウス） - 声：竹内良太

MURCIELAGO -ムルシエラゴ-
- 董白（モデル：紅守黒湖） - 声：緒方恵美

南鎌倉高校女子自転車部
- 花鬘（モデル：舞春ひろみ） - 声：上田麗奈

魔法使いの嫁
- 龐統（モデル：エリアス・エインズワース） - 声：竹内良太

けんえん。
- 孟獲（モデル：疾風） - 声：佐藤拓也

迷宮ブラックカンパニー
- 荀灌（モデル：リム） - 声：小清水亜美

天使の3P!
- 曹節（モデル：五島潤） - 声：大野柚布子

ストライク・ザ・ブラッド
- 鮑三娘（モデル：姫柊雪菜） - 声：種田梨沙

狼と香辛料
- 盧氏（モデル：ホロ） - 声：小清水亜美

ネトゲの嫁は女の子じゃないと思った?
- 厳氏（モデル：玉置亜子） - 声：日高里菜

キノの旅
- 馬姫（モデル：キノ） - 声：悠木碧

月英学園
- 太史慈（モデル：後堂恭一郎） - 声：石田彰

欲鬼
- 鍾会（モデル：二十正人） - 声：杉田智和

杉田智和のアニゲラ!ディドゥーーン
- 馬超 - 声：杉田智和

横山光輝「三国志」
- 司馬懿 - 声：石田彰
- 曹仁 - 声：益山武明
- 曹操 - 声：子安武人
- 関羽 - 声：速水奨
- 黄忠 - 声：竹内良太
- 諸葛亮 - 声：速水奨
- 趙雲 - 声：石田彰
- 張飛 - 声：関智一
- 馬超 - 声：八代拓
- 劉備 - 声：菅沼久義
- 甘寧 - 声：菅沼久義
- 周瑜 - 声：杉田智和
- 孫権 - 声：村瀬歩
- 魯粛 - 声：佐藤拓也

ばらかもん
- 鍾繇（モデル：半田清舟） - 声：菅沼久義

月刊少女野崎くん
- 樊氏（モデル：佐倉千代） - 声：小清水亜美

黒執事
- 李儒（モデル：セバスチャン・ミカエリス） - 声：佐藤拓也

暁のヨナ
- 袁姫（モデル：ヨナ） - 声：斎藤千和

ナナとカオル
- 王美人（モデル：千草奈々） - 声：花守ゆみり

秘密 -トップ・シークレット-
- 司馬師（モデル：薪剛） - 声：関智一

賭博黙示録カイジ
- 曹操（モデル：兵藤和尊） - 声：関智一
- 荀彧（モデル：利根川幸雄） - 声：竹内良太
- 満寵（モデル：大槻太郎） - 声：子安武人

ポプテピピック
- 周瑜（モデル：ポプ子、ピピ美） - 声：子安武人

海皇紀
- 劉備（モデル：ファン・ガンマ・ビゼン） - 声：益山武明

ノラガミ
- 姜維（モデル：夜ト） - 声：八代拓

甘々と稲妻
- 張琪瑛（モデル：犬塚つむぎ） - 声：千葉千恵巳

終末のワルキューレ
- 呂布 - 声：津田健次郎

極主夫道
- 衛瓘（モデル：龍） - 声：津田健次郎

宇宙戦艦ティラミス
- 公孫瓚（モデル：スバル・イチノセ） - 声：斉藤壮馬

魔法使いの印刷所
- 王元姫（モデル：ミカ＝カミヤ） - 声：花守ゆみり

魔法陣グルグル
- 袁紹（モデル：ニケ） - 声：種﨑敦美

地縛少年花子くん
- 賈充（モデル：花子くん） - 声：天﨑滉平

蒼天航路
- 曹操 - 声：堀内賢雄
- 関羽 - 声：津田健次郎
- 呂布 - 声：三宅健太
- 周瑜 - 声：櫻井孝宏
- 賈詡 - 声：子安武人
- 郭嘉 - 声：杉田智和
- 夏侯淵 - 声：中村悠一
- 張遼 - 声：速水奨
- 劉備 - 声：子安武人
- 孫策 - 声：斉藤壮馬
- 馬超 - 声：森久保祥太郎

みなみけ
- 曹華（モデル：南千秋） - 声：茅原実里

寄宿学校のジュリエット
- 周姫（モデル：ジュリエット・ペルシア） - 声：茅野愛衣

宝石の国
- 諸葛瞻（モデル：フォスフォフィライト） - 声：堀江由衣

彼岸島
- 孫権（モデル：宮本明） - 声：杉田智和

弱虫ペダル
- 杜預（モデル：小野田坂道） - 声：山下大輝
- 羊祜（モデル：巻島裕介） - 声：森久保祥太郎
- 陸抗（モデル：東堂尽八） - 声：柿原徹也
- 陸景（モデル：真波山岳） - 声：代永翼

ダンジョンに出会いを求めるのは間違っているだろうか
- 呉夫人（モデル：ヘスティア） - 声：水瀬いのり
- 孫策（モデル：ベル・クラネル） - 声：松岡禎丞
- 大喬（モデル：アイズ・ヴァレンシュタイン） - 声：大西沙織

転生したらスライムだった件
- 董白（モデル：ミリム・ナーヴァ） - 声：日高里菜

パタリロ!
- 劉禅（モデル：パタリロ・ド・マリネール8世） - 声：種﨑敦美

デトロイト・メタル・シティ
- 袁術（モデル：ヨハネ・クラウザーII世） - 声：鳥海浩輔

うらみちお兄さん
- 諸葛恪（モデル：表田裏道） - 声：神谷浩史

売国機関
- 呂姫（モデル：ヨランダ・ロフスキ） - 声：種崎敦美

軍靴のバルツァー
- 盧植（モデル：ベルント・バルツァー） - 声：真殿光昭

ハイスコアガール
- 伏寿（モデル：大野晶） - 声：和氣あず未

けものみち
- 王桃（モデル：シグレ、ひろゆき(豆柴)） - 声：関根明良

課長島耕作
- 諸葛亮（モデル：島耕作） - 声：佐藤拓也

亜人ちゃんは語りたい
- 辛憲英（モデル：佐藤早紀絵） - 声：日笠陽子

パリピ孔明
- 諸葛亮 - 声：小西克幸

よんでますよ、アザゼルさん。
- 司馬炎（モデル：アザゼル篤史） - 声：小野坂昌也

悪の教典
- 董卓（モデル：蓮実聖司） - 声：佐藤拓也

バキ
- 夏侯惇（モデル：愚地独歩） - 声：菅生隆之
- 孫堅（モデル：烈海王） - 声：小山力也
- 劉備（モデル：範馬刃牙） - 声：島﨑信長
- 呂布（モデル：範馬勇次郎） - 声：大塚明夫

CODE OF JOKER
- 虞汜（モデル：リナ・ヴァレンタイン） - 声：M・A・O
- 陳琳（モデル：霧谷紫雨） - 声：斉藤壮馬

ゆるゆり
- 荀氏（モデル：歳納京子） - 声：大坪由佳

私に天使が舞い降りた!
- 趙夫人（モデル：星野みやこ） - 声：上田麗奈

りゅうおうのおしごと!
- 諸葛亮（モデル：九頭竜八一） - 声：内田雄馬
- 黄月英（モデル：空銀子） - 声：金元寿子
- 諸葛鈴（モデル：雛鶴あい） - 声：日高里菜

将太の寿司
- 文鴦（モデル：関口将太） - 声：森田成一

純潔のマリア
- 趙氏貞（モデル：マリア） - 声：金元寿子

魁!!クロマティ高校
- 兀突骨（モデル：メカ沢新一） - 声：安元洋貴

#### さんぽけのみ参戦
真・三國無双シリーズ
- 呂布 - 声：稲田徹
- 呂玲綺 - 声：牛田裕子
- 陸遜 - 声：野島健児
- 王元姫 - 声：伊藤かな恵
- 趙雲 - 声：小野坂昌也
- 夏侯惇 - 声：中井和哉

Fate/EXTELLA
- ネロ・クラウディウス - 声：丹下桜
- 玉藻の前 - 声：斎藤千和
- アルテラ - 声：能登麻美子
- アルキメデス - 声：興津和幸
- エリザベート・バートリー - 声：大久保瑠美
- 呂布 - 声：安井邦彦

## ニンテンドーDS版
以下はニンテンドーDS用ソフトとして発売されたものである。発売元はセガ。
DS版共通の特徴として、DSはタッチスクリーンの2ヶ所同時操作が不可能な仕様のため、複数のカードを同時選択した状態でカード移動を行う「リンク」機能が搭載されている。

### 三国志大戦DS
2007年1月25日発売。Wi-Fiで全国対戦が可能。小林智美が描いたEX凌統が特典として同梱。
システムのベースは三国志大戦2（Ver.2.00とVer.2.01が混在した独自仕様）。プレイスタイルはDSを縦持ちにしたスタイルであり、左がモニター、右がフィールドとなっている。1のカードが使えるほか、DS版オリジナルカードやエクストラカードが登場する。

### 三国志大戦・天
2008年8月7日に発売。『DS』の続編だが互換性はない。Wi-Fiで全国対戦が可能。通常版にはCLAMP描き下ろしのEX王異が同梱。豪華版（アーケード出陣パック）には追加特典としてICカードの他、EX許褚、EX徐晃等も付属する。
システムのベースは三国志大戦3（Ver.3.02）。『天』ではプレイスタイルが常の横持ちのスタイルに変更されており、上画面がモニター、タッチスクリーンをフィールドとアーケード版により近いプレイスタイルとなっている。前作と異なり1や2のカードは使えないが、新しいDS版オリジナルカードが登場、前作のDS版オリジナルカードも再録されている。

## トレーディングカードゲーム

### 三国志大戦 トレーディングカードゲーム
2012年から2016年5月まで展開されていたトレーディングカードゲーム。発売元はセガ・ホールディングス。
2017年10月より『戦国大戦 トレーディングカードゲーム』の勢力に三国志が追加されたことでシリーズは一応継続している。

## さんぽけ〜三国志大戦ぽけっと〜
三国志大戦のスマートフォンアプリ版。開発・配信はアーケード版と同じセガ・インタラクティブで、2017年4月20日に配信開始。アーケード版と異なり、パズルRPGとなる。「マルチデバイス×ワンサービス」に対応し、アーケード版に連動していた。
ゲームモードは「シナリオ」「武将列伝」「イベント」の3つとなる。アーケード版連動に関しては、アーケード版で使用できる貨幣を獲得できる他、スマートフォンの画面をアーケード版のフラットリーダーの代用とし、スマートフォンの画面でキャラクターを操作できる「スマホ義勇軍」の2つだったが、スマホ義勇軍は狼主の双剣より廃止された。
2019年3月28日にサービス終了。さんぽけ武将の交換に必要な貨幣はアーケード版Ver2.5より別の方法で入手するように変更された。